# Rhea Mons
Il Rhea Mons è una struttura geologica della superficie di Venere.